# Parlez-moi d'amour (film, 1961)
Pour plus de détails, voir Fiche technique et Distribution.
Parlez-moi d'amour (Che femmina!! E... che dollari!) est un film musical italien réalisé par Giorgio Simonelli et sorti au cinéma en 1961.

## Synopsis
Une riche héritière met en concurrence deux équipes de détectives privées pour retrouver sa fille dont on sait qu'elle vit quelque part du côté de Naples, les enquêteurs ne connaissent que son nom (Laura Pisani), le fait qu'elle soit née de père inconnu et qu'elle ait trois grains de beautés sur une fesse. Au cours de l'enquête une idylle naîtra entre la gitane Maïka et le détective Jefferson Thompson sans que ce dernier ne sache qu'elle est en fait la personne qu'il recherche.

## Fiche technique
- Réalisateur : Giorgio Simonelli
- Scénario : Marcello Ciorciolini, Enzo Di Gianni, Ernesto Gastaldi, Georges Tabet
- Photographie : Bitto Albertini, Luciano Trasatti
- Musique : Carlo Savina
- Format : Couleur (Eastmancolor) - Son mono
- Genre : Film musical
- Durée : 90 minutes
- Date de sortie :
  - France : 21 juin 1961

## Distribution
- Dalida  (VF : elle-même) : Maïka, la gitane / Laura Pisani
- Jacques Sernas  (VF : lui-même) :Jefferson Thompson
- Raymond Bussières (VF : lui-même) : Fred, un détective privé
- Mario Carotenuto  (VF : Serge Nadaud) : Mike, un détective privé
- Moira Orfei (VF : Nelly Benedetti) : La femme du boxeur
- Peppino di Capri : Lui-même
- Rossella Como : La fille au canard
- Dolores Palumbo  (VF : Lita Recio) : La tutrice de la fille au canard
- Angela Luce : la strip-teaseuse
- Giacomo Furia (VF : Jacques Dynam)
- Franco Cobianchi (VF : Claude Bertrand)

## Autour du film
- Dalida interprète : Les gitans, Itsi bitsi petit bikini, Milord, Parlez-moi d'amour, Romantica, 'O sole mio. Peppino di Capri interprète : Voce 'e notte.